# Serra Llarga (Lleida)
|  | Aquest article tracta sobre la serra de Lleida. Vegeu-ne altres significats a «Serra Llarga». |

La Serra Llarga és una serra situada al municipi de Lleida a la comarca del Segrià, amb una elevació màxima de 220,1 metres.